# 7674 Касуґа
7674 Касуґа (7674 Kasuga) — астероїд головного поясу, відкритий 15 листопада 1995 року.
Тіссеранів параметр щодо Юпітера — 3,276.